# Риданието на съпругата
Риданието на съпругата (на английски: The Wife's Lament) е староанглийско стихотворение от 53 стиха, характеризирано като елегия в традицията на староанглийската frauenlied или женска песен. Тематично стихотворението е посветено най-вече на пресъздаването на скръбта на жената и на представяне на състоянието ѝ на отчаяние. То е разказ за отчуждението ѝ от съпруга ѝ посредством интриги на неговите роднини. Принудена да живее сама в селище далеч от него, тя копнее за него ден и нощ. Премеждията, които тя изживява, довели до риданието ѝ обаче са загадъчно описани и са били предмет на различни интерпретации. Предполага се, че слушателите на стихотворението може да са били запознати с идентичността на героинята. Отговор на Риданието на съпругата е Посланието на съпруга.